# Alejandro Hernández (scheidsrechter)
Alejandro José Hernández Hernández (Arrecife, 10 november 1982) is een Spaans voetbalscheidsrechter. Hij is in dienst van FIFA en UEFA sinds 2014. Ook leidt hij sinds 2012 wedstrijden in de Primera División.
Op 20 augustus 2012 leidde Hernández zijn eerste wedstrijd in de Spaanse nationale competitie. Tijdens het duel tussen Real Zaragoza en Real Valladolid (0–1) trok de leidsman zevenmaal de gele kaart. In Europees verband debuteerde hij tijdens een wedstrijd tussen Zulte Waregem en Zawisza Bydgoszcz in de tweede voorronde van de Europa League; het eindigde in 2–1 voor de thuisploeg en Hernández gaf zes gele kaarten. Zijn eerste interland floot hij op 24 mei 2014, toen Saoedi-Arabië met 0–4 verloor van Moldavië. Tijdens dit duel gaf Hernández twee gele kaarten.
In mei 2022 werd hij gekozen als een van de videoscheidsrechters die actief zouden zijn op het WK 2022 in Qatar. In april 2024 werd hij ook in deze rol gekozen voor het EK 2024 in Duitsland.

## Interlands
| Datum             | Plaats                       | Wedstrijd                 | Uitslag | Competitie             | Kreeg geel | Kreeg voor de tweede keer geel en dus rood | Weggestuurd |
| ----------------- | ---------------------------- | ------------------------- | ------- | ---------------------- | ---------- | ------------------------------------------ | ----------- |
| 24 mei 2014       | Jerez de la Frontera, Spanje | Saoedi-Arabië – Moldavië  | 0 – 4   | Vriendschappelijk      | 2          | 0                                          | 0           |
| 3 juni 2016       | Lugano, Zwitserland          | Zwitserland – Moldavië    | 2 – 1   | Vriendschappelijk      | 2          | 0                                          | 0           |
| 13 juni 2017      | Getafe, Spanje               | Kameroen – Colombia       | 0 – 4   | Vriendschappelijk      | 2          | 0                                          | 0           |
| 19 november 2018  | Praag, Tsjechië              | Tsjechië – Slowakije      | 1 – 0   | Nations League 2018/19 | 4          | 0                                          | 0           |
| 19 november 2019  | Riga, Letland                | Letland – Oostenrijk      | 1 – 0   | EK 2020 kwalificatie   | 3          | 0                                          | 0           |
| 14 oktober 2020   | Bratislava, Slowakije        | Slowakije – Israël        | 2 – 3   | Nations League 2020/21 | 2          | 0                                          | 0           |
| 27 maart 2021     | Oslo, Noorwegen              | Noorwegen – Turkije       | 0 – 3   | WK 2022 kwalificatie   | 3          | 0                                          | 1           |
| 4 september 2021  | Strovolos, Cyprus            | Cyprus – Rusland          | 0 – 2   | WK 2022 kwalificatie   | 5          | 0                                          | 0           |
| 12 oktober 2021   | Londen, Engeland             | Engeland – Hongarije      | 1 – 1   | WK 2022 kwalificatie   | 2          | 0                                          | 0           |
| 15 november 2021  | Glasgow, Schotland           | Schotland – Denemarken    | 2 – 0   | WK 2022 kwalificatie   | 1          | 0                                          | 0           |
| 13 juni 2022      | Kopenhagen, Denemarken       | Denemarken – Oostenrijk   | 2 – 0   | Nations League 2022/23 | 3          | 0                                          | 0           |
| 22 september 2022 | Warschau, Polen              | Polen – Nederland         | 0 – 2   | Nations League 2022/23 | 5          | 0                                          | 0           |
| 25 maart 2023     | Novi Sad, Servië             | Wit-Rusland – Zwitserland | 0 – 5   | EK 2024 kwalificatie   | 5          | 0                                          | 0           |
| 12 september 2023 | Milaan, Italië               | Italië – Oekraïne         | 2 – 1   | EK 2024 kwalificatie   | 4          | 0                                          | 0           |
| 16 oktober 2023   | Athene, Griekenland          | Griekenland – Nederland   | 0 – 1   | EK 2024 kwalificatie   | 6          | 0                                          | 0           |
| 15 oktober 2024   | Warschau, Polen              | Polen – Kroatië           | 3 – 3   | Nations League 2024/25 | 4          | 0                                          | 1           |
| 21 maart 2025     | Londen, Engeland             | Engeland – Albanië        | 2 – 0   | WK 2026 kwalificatie   | 1          | 0                                          | 0           |

Laatst bijgewerkt op 27 maart 2025.